# AKERON MP
AKERON MP (колишня назва MMP (фр. Missile Moyenne Portée — ракета середньої дальності) — протитанкова керована ракета та протитанковий ракетний комплекс 5-го покоління розробки та виробництва французької компанії MBDA як заміна MILAN.

## Історія
Відомо, що розробка ракети MMP почалась у 2009 році і тривала чотири роки. Серійне виробництво стартувало в 2013 році, ракети MMP виробляються у варіанті для переносних пускових установок і для бойових модулів бронемашин.
В 2020 році було розпочато розробку варіанта повітряного старту — для використання на вертольотах Eurocopter Tiger або ж на перспективному ударному БПЛА MALE Eurodrone.
В листопаді 2021 року французьким військовим було передано 1000-ну ракету. Згідно з планами, всього до 2025 року французькі військові отримають 1950 ракет.

## Тактико-технічні характеристики
Ракета MMP має масу в 15 кілограмів, калібр 140 мм, довжина корпусу — 1,3 метра. Мінімальна дальність стрільби складає 150 метрів, максимальна — 4000 метри. При цьому MMP може пробити гомогенну броню до 1000 мм та шар бетону до 2000 мм. Ракету MMP має два режими наведення — або в режимі «вистрілив і забув», або ж за допомогою оптико-електронної станції наведення.

## Оператори
- Франція: 1000 ракет, станом на листопад 2021 року.
- Швеція: В червні 2021 року Швеція замовила пробну партію протитанкових ракет MMP, у 2022 році шведські військові планують провести випробувальні стрільби цих ПТРК, і у випадку успіху — замовити додаткову партію[3].
- Україна: кількість ракет і пускових невідомі[4]
- Бельгія: оголошено про замовлення 761 комплексів для заміни ПТРК Спайк, що зараз встановлені на 60 броньованих розвідувально-бойових машинах EBRC Jaguar[5].

### Україна
15 лютого 2023 року віцепрезидент Комісії з національної оборони та збройних сил Франції Жан-Луї Тьєріо в інтерв'ю заявив, що Франція передала Україні різні зразки сучасних озброєнь серед яких, зокрема, були ПТРК Akeron, і вони, начебто, чудово себе показали в бойових діях. Однак, кілька днів по тому, 19 лютого, міністерство оборони Франції офіційно заперечило передачу Україні ракет AKERON MP.
10 листопада 2023 року французький депутат Національних зборів Франції Ліонель Руайє-Перро повідомив, Україна отримала на озброєння новітні французькі протитанкові ракетні комплекси 5-го покоління Akeron MP. Французькі урядовці підтвердили інформацію про неанонсовану передачу протитанкових комплексів Missile Moyenne Portеe, також відомих як MMP або Akeron MP.